# Датиска
Датиска (лат. Datisca) - олиготипный род двудольных растений, единственный в составе семейства Датисковые (Datiscaceae).
Согласно базе данных The Plant List род включает в себя два вида:
- Datisca cannabina L. — Датиска коноплёвая
- Datisca glomerata (C.Presl) Baill.

Травы и деревья с очередными листьями без прилистников; цветы мелкие без лепестков, в колосьях и кистях; плод — многосемянная коробочка. Datisca cannabina L. — полукустарник, очень похожий на коноплю как общим видом, так и формой листьев. Растение имеет медицинское применение против перемежающейся лихорадки и желудочных расстройств - в корнях и листьях растения содержится особый глюкозид (датисцин). Из них же получают жёлтое красильное вещество, идущее на покраску шёлка.
Датиска коноплевая распространена в основном в южной части Европы, а также она встречается и в Азии. Растет этот представитель флоры небольшими группами, можно обнаружить его в горных ущельях, на откосах и склонах, на отмелях и оползнях.
В дикорастущем виде этого растения произрастает недостаточно для промышленных сборов, соответственно, датиску культивируют на специальных плантациях, чтобы получать лекарственное сырье в необходимом количестве.